# 彼得拉·奥维泽尔
彼得拉·奥维泽尔（德語：Petra Overzier，1982年3月8日—），婚后姓氏为赖歇尔（Reichel），德国女子羽毛球運動員。其胞妹比尔吉德·奥维泽尔同為德國國家羽毛球隊成員。

## 簡歷
2006年9月，彼得拉·奥维泽尔在西班牙馬德里舉辦的世界羽毛球錦標賽女子單打比賽中，先後淘汰香港的王晨和中國的蔣燕皎，闖進四強；最後在準決賽中以0比2（19-21、11-21）不敵當時世界排名第一的张宁，無緣決賽，但已創下個人在世錦賽的最佳成績。

## 主要比賽成績

### 奧運會和世錦賽參賽紀錄
|          | 2001 | 2003 | 2004 | 2005 | 2006 |
| -------- | ---- | ---- | ---- | ---- | ---- |
| 女子單打 | 64強 | 16強 | －   | －   | 季軍 |